# Nektar (napój)

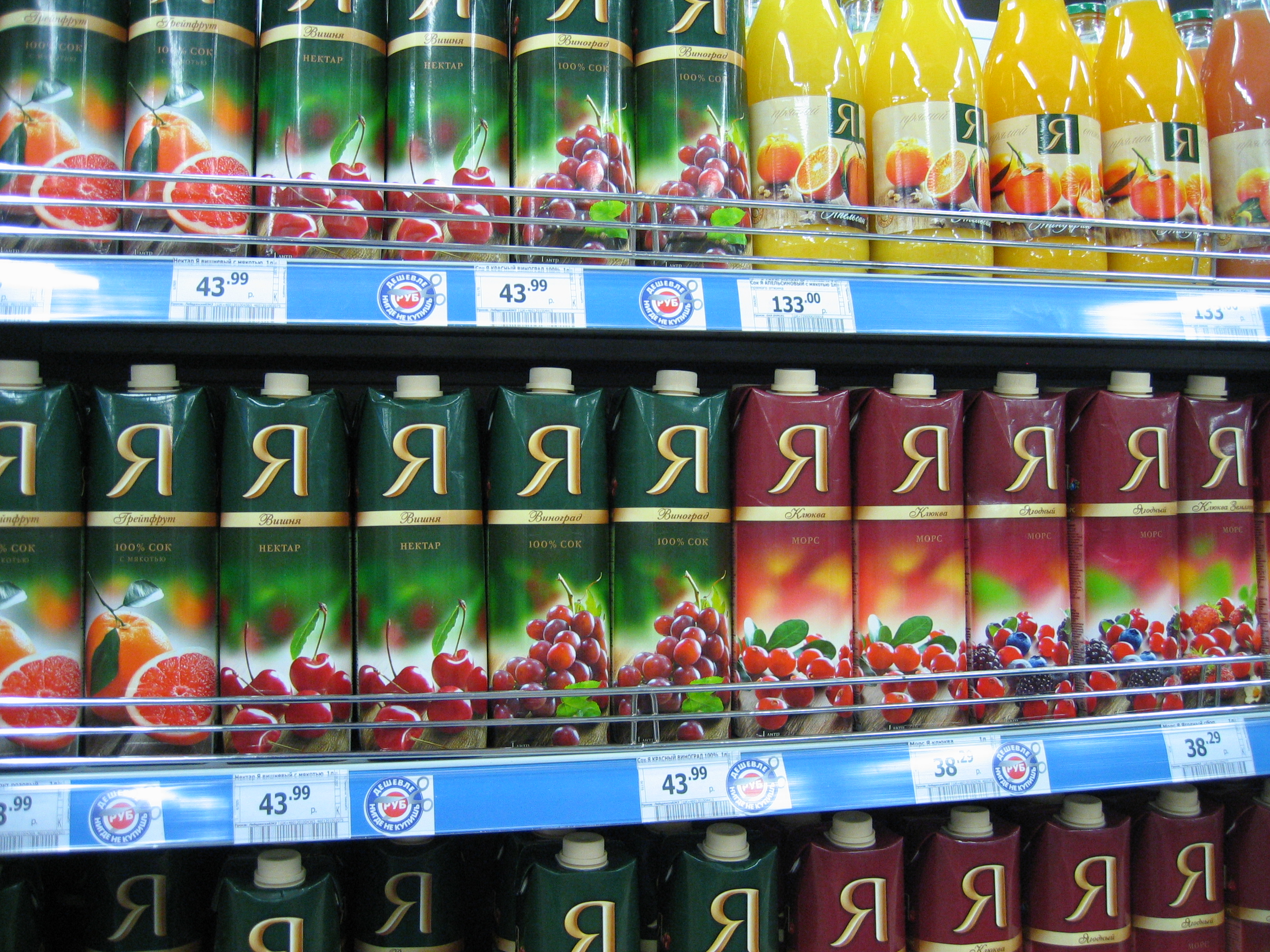
Zdjęcie półki sklepowej z sokami i nektarami

Nektar – napój owocowy, przecierowy lub sokowy otrzymany ze świeżego lub utrwalonego metodami fizycznymi kremogenu lub zagęszczonego soku rozcieńczonego wodą z dodatkiem cukrów oraz kwasów spożywczych. Zgodnie z międzynarodowymi przepisami nektar nie może zawierać dodatków w postaci barwników, aromatów oraz substancji konserwujących. Maksymalny dodatek cukru lub miodu nie może przekraczać 20% wagowych produktu końcowego. Dopuszczalne jest też zastąpienie cukru lub miodu innymi substancjami słodzącymi.
Nektary zaliczane są w towaroznawstwie do grupy przetworów owocowych.
Minimalna zawartość soku w nektarze jest w Polsce ściśle określona przepisami i wynosi:
- 50% dla jabłek, gruszek, pomarańczy, brzoskwiń oraz ananasów,
- 40% dla jeżyn, malin, truskawek, czereśni, moreli,
- 35% dla wiśni,
- 30% dla śliwek, agrestu oraz żurawin,
- 25% dla porzeczki (czarna, czerwona, biała), cytryny, bananów, granatów, mango, papai, guawy.